# فاضل سای
فاضل سای (انگلیسی: Fazıl Say; ترکی: [fa:ˈzɯl saj]؛ زادهٔ ۱۴ ژانویهٔ ۱۹۷۰) پیانیست و آهنگساز اهل ترکیه است. او را از پیانونوازان مستعد و برجستهٔ سدهٔ بیست‌ویکم برشمرده‌اند.